# Csonkamindszent
Csonkamindszent é um município da Hungria, situado no condado de Baranya. Tem 5,53 km² de área e sua população em 2019 foi estimada em 142 habitantes.